# Euporus dubius
Euporus dubius là một loài bọ cánh cứng trong họ Cerambycidae.